# Michael D. Morley

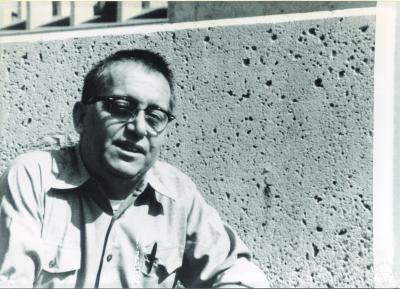
Michael Morley in Berkeley (1973)

Michael Darwin Morley (* 29. September 1930 in Youngstown, Ohio; † 11. Oktober 2020 in Sayre, Pennsylvania) war ein US-amerikanischer Mathematiker, der sich mit mathematischer Logik (Modelltheorie) beschäftigte.

## Werdegang
Morley studierte am Case Institute of Technology (Bachelor-Abschluss 1951) und arbeitete danach von 1955 bis 1961 am Laboratory for Applied Sciences der University of Chicago. 1962 promovierte er an der Universität Chicago bei Robert Vaught und war dann Instructor an der University of California, Berkeley. 1963 war er Assistant Professor an der University of Wisconsin und ab 1966 an der Cornell University, wo er von 1984 bis 1995 Director of Undergraduate Studies in Mathematik war und 2002 Professor Emeritus wurde.
In seiner Dissertation bewies er einen wichtigen Satz der Modelltheorie: Eine abzählbare Theorie, die ein eindeutiges Modell in einer überabzählbar unendlichen Kardinalität hat, hat ein eindeutiges Modell in jeder anderen überabzählbar unendlichen Kardinalität. Dafür erhielt er 2003 den Leroy P. Steele Prize. Von 1986 bis 1989 war er Präsident der Association for Symbolic Logic.

## Schriften
- Partitions and models, Lecture Notes in Mathematics, Springer 1968 (Lectures Summer School Leeds 1967)

## Verweise
1. ↑  Michael Morley, Professor Emeritus of Mathematics, dies at 90. Department of Mathematics, Cornell University, 12. Oktober 2020, archiviert vom Original (nicht mehr online verfügbar) am 14. Oktober 2020; abgerufen am 14. Oktober 2020 (englisch).
2. ↑  Vaught war aus Berkeley. Formal promovierte er bei Saunders MacLane.
3. ↑  Michael Darwin Morley im Mathematics Genealogy Project (englisch)  abgerufen am 19. August 2024.
4. ↑  sie ist dann „kategorisch“
5. ↑  Morley: Categoricity in power, Transactions of the AMS, Bd. 114, 1965, S. 514–538.

| Personendaten    | Personendaten                               |
| ---------------- | ------------------------------------------- |
| NAME             | Morley, Michael D.                          |
| ALTERNATIVNAMEN  | Morley, Michael Darwin (vollständiger Name) |
| KURZBESCHREIBUNG | US-amerikanischer Mathematiker              |
| GEBURTSDATUM     | 29. September 1930                          |
| GEBURTSORT       | Youngstown, Ohio                            |
| STERBEDATUM      | 11. Oktober 2020                            |
| STERBEORT        | Sayre, Pennsylvania                         |